# Slaveri i Saudiarabien

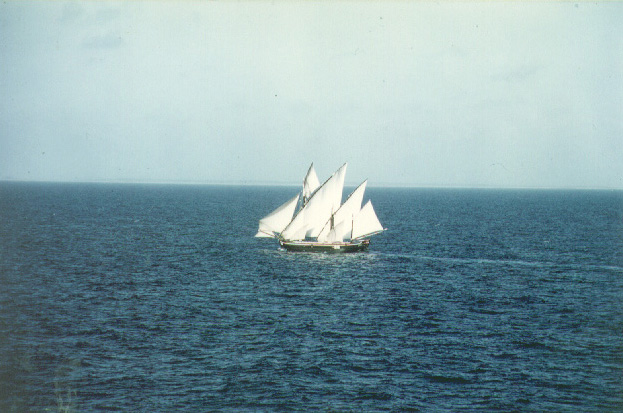
Gods och slavar transporterades med dhower.

Slavar från Jeddah i Mecka, cirka år 1890.

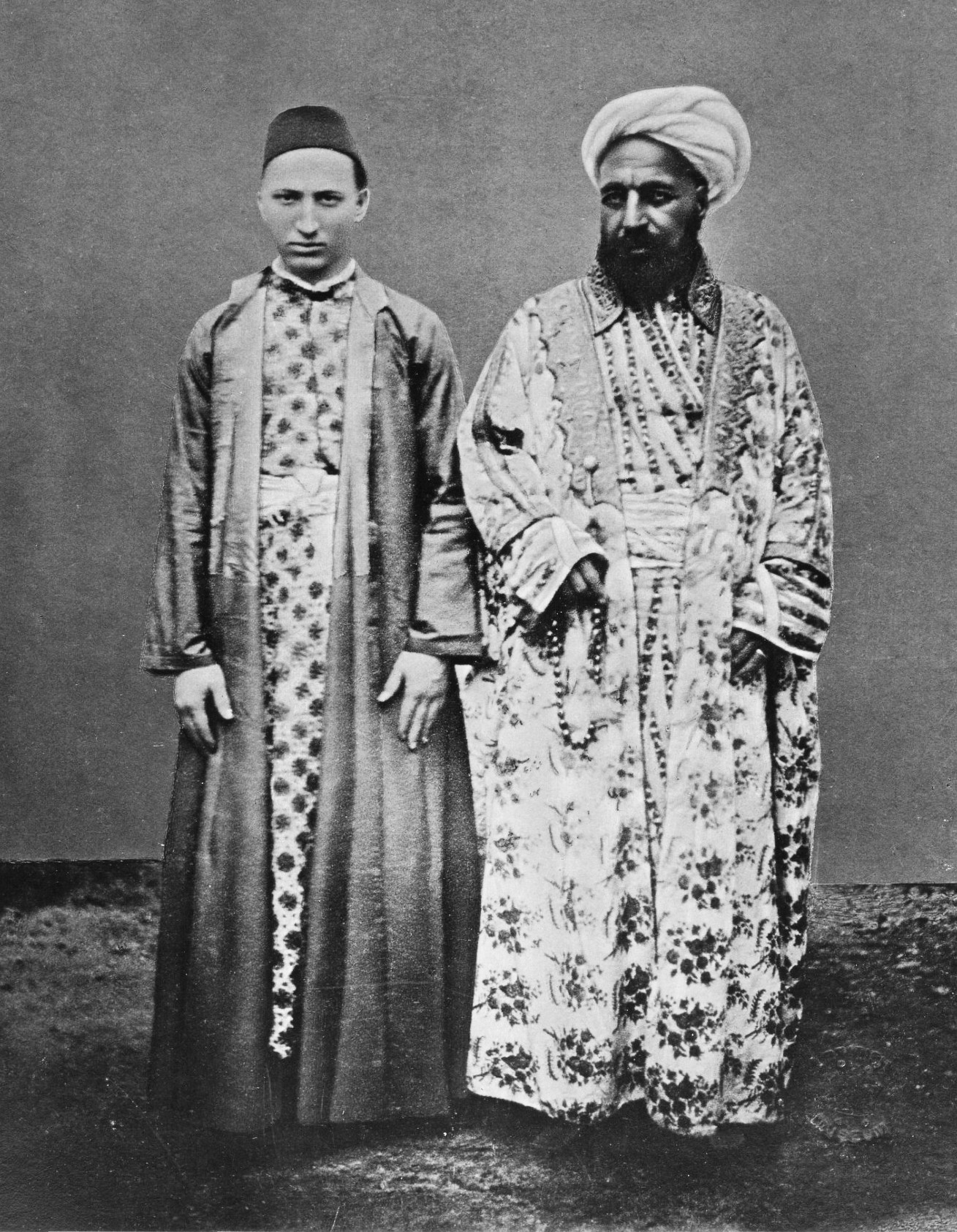
En handelsman från Mecka (till höger) med sin tjerkesiska slav, cirka 1887.

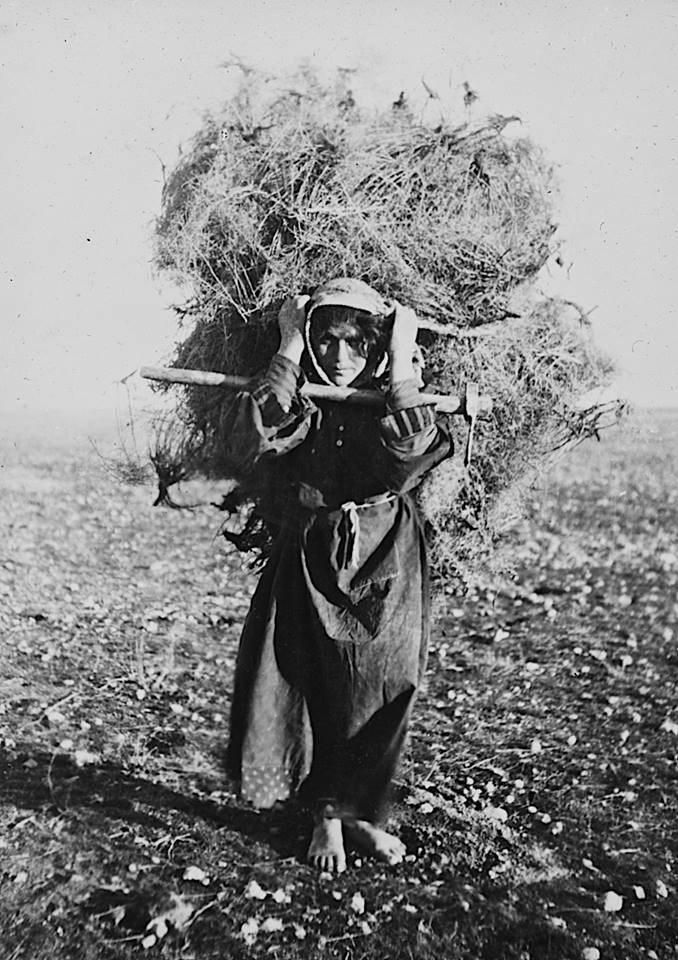
Förslavad armenisk kvinna efter folkmordet på armenierna.

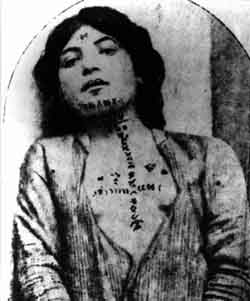
Förslavad armenisk kvinna efter folkmordet på armenierna.

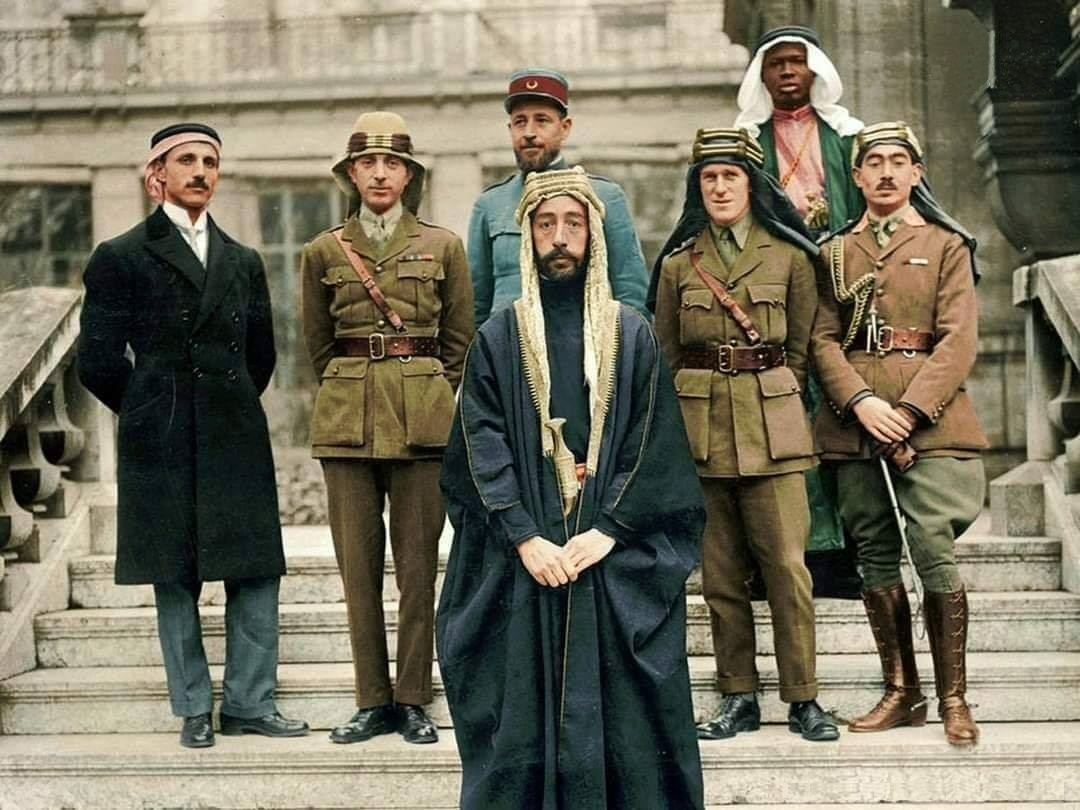
Kung Feisal med följe i Versailles.

Slaveri är belagt i det område som nu utgör Saudiarabien sedan forntiden. Området låg nominellt sett under Osmanska riket 1517-1918 och lydde därmed på papperet under osmansk lag, vilket innebar att slaveriet formellt sett avskaffades år 1908, även om lagen i realiteten inte användes på halvön.
När den osmanska överhögheten upphävdes efter första världskriget och en självständig statsbildning uppkom i form av kungariket Hijaz, ansåg sig denna stat inte bunden av osmanska lagar och slaveri rådde öppet. Hijaz och därefter Saudiarabien var under 1900-talet internationellt uppmärksammat som ett internationellt centrum för slavhandeln på Röda havet. Denna bekämpades i viss mening av britterna, men det var inte förrän efter andra världskriget, då FN satte Saudiarabien under press, som slaveriet kunde bekämpas effektivt. Det förbjöds slutligen 1962. Många afrosaudier härstammar från de slavar som transporterades till området under slavtiden.

## Bakgrund
Slavhandeln i Saudiarabien representeras historiskt sett av slaveri i Rashidunkalifatet (632-661), slaveri i Umayyadkalifatet (661-750), slaveri i Abbasidkalifatet (750-1258), slaveri i Mamluksultanatet (1258-1517) och slaveri i Osmanska riket (1517-1918). Slaveriet sköttes enligt de föreskrifterna i islamisk lag (sharia) om slaveri inom islam.
1857 års firman förbjöd Osmanska riket slavhandeln på Röda havet som förde slavar till Hijaz, men efter opposition infördes ett undantag för Hijaz. År 1880 förbjöd Osmanska riket slavhandeln på Röda havet och gav brittiska flottan att stoppa alla slavskepp på väg till Hijaz. I praktiken tillämpades osmanska lagar mot slaveri inte i Hijaz. Slaveriet i Osmanska riket upphävdes formellt 1887, då det inte längre erkändes någon legal grund, och slutligen 1908, när det exkluderades ur den nya osmanska konstitutionen. Dessa lagar hade dock ingen effekt i Hijaz, där de inte tillämpades i praktiken.

### Slavhandeln
Slavhandeln på Röda havet tycks ha varit etablerad före år 0. 
Under förislamsk tid var arabiska slavar tagna under stamkrig vanliga, men det förekom troligen även en import av slavar från Etiopien.
Nuvarande Saudiarabien blev fritt från Osmanska riket under första världskriget. Britterna betraktade området som skyldigt att åtlyda Brussels Conference Act of 1890 mot slavhandel, som hade slutits med Osmanska riket. Områdets nya regim, kungariket Hijaz, ansåg sig dock inte bunden av det traktat som hade undertecknats av Osmanska riket, och som tillät britterna att jaga och gripa slavhandlare i röda havet. I december kom rapporter till britterna om den omfattande slavhandeln till kungariket. Riket livnärde sig till stor del på hajj, pilgrimstrafiken till Mecka.
Britterna försökte kontrollera slavtrafiken till Hijaz, vilket dock var mycket svårt. Pilgrimerna till Mecka kom från hela Afrika och så långt bort från Indonesien och Kina, och de förde ofta med sig personer, som de sedan sålde på slavmarknaden i Mecka för att betala för sin resa, eller köpte där. Pilgrimer eller resande brukade inför europeiska kolonialmyndigheter uppge att slavarna var deras egna barn, hustrur eller tjänare.
I vissa fall handlade det om regelrätta slavar som hade köpts på annat håll, ofta i Sudan eller Etiopien, som sedan fördes till Hijaz för att säljas. Lokala hövdingar fick eller köpte unga kvinnor, flickor eller unga pojkar som tributer från deras föräldrar, som fick veta att deras barn skulle få ett bra liv som slavar i Arabien; dessa fördes sedan i karavan till Tajura, Raheita och Eid i Eritrea och Zeila i Brittiska Somaliland, där de köptes av arabiska handelsmän, som förde dem över havet om natten till Jeddah.
Det förekom också att personer lurades med. Ibland kunde föräldrar anförtro sina barn till pilgrimer som lovade att ta med sin barnen på pilgrimsfärd, men som sedan sålde barnen vid ankomsten; andra gången kunde en man gifta sig med kvinnor och sedan ta med sig dem på pilgrimsfärd till Mecka, där de såldes på marknaden, varpå familjen meddelades att de hade dött under resan.
Illegala slavhandlare kidnappade personer i kolonierna i Afrikas horn som fördes i karavaner till kusterna och sedan skeppades via snabbgående dhow-båtar till Jiddah, där myndigheterna tog upp tull från slavhandlarna: på 1920-talet gick trafiken ofta till italienska kusten vid Massawa och därifrån förbi Farasan-öarna till Jeddah. Denna handel skapade tryck på de franska, brittiska och italienska kolonialmyndigheterna att ingripa, och deras marina styrkor patrullerade kusterna, men ingripandena försvårades av svårigheterna att samarbeta. År 1924 rapporterade den brittiska konsuln i Jeddah, R.W.Bullard, att så många unga kvinnor såldes på marknaden att priset hade sjunkit från 70-65£ per huvud till 30-35£.
Sommaren 1924 sände britterna fyra jagare för att förstärka kustbevakningen på röda havet just för att förhindra slavhandeln, vilket främst var en propagandahandling för att tysta kritiken från Anti-Slavery Society. Konsul Bullard inbjöd (förgäves) den franska och italienska konsuln att protestera hos kung Hussain, som förnekade att han tog upp skatt genom tull från slavhandlarna: en skandal upptäcktes då indiska anställda upptäcktes ha köpt slavar, som de fick order att frige.
Brittiska konsulatet, liksom även i mindre grad det franska, italienska och nederländska, utövade alla sin rätt att frige de slavar som tog sin tillflykt till deras konsulat. Detta gällde ofta medborgare från kolonialmakternas egna kolonier, som förts till Arabien utan att förstå att de skulle säljas vid framkomsten. Konsulaten möttes ofta med vrede av lokalbefolkningen och yttre samarbetsvilja från myndigheterna, men de hjälpsökande slavarna riskerade att försvinna mellan den tid som gick mellan det möte då de sökte hjälp och den tidpunkt då de kunde få hjälp att smugglas ombord på en båt. Denna handel uppmärksammades av NF och bidrog till 1926 års slaverikonvention. 1926 och 1927 frigavs fyrtio slavar efter ingripande av brittiska konsulatet.

### Slavmarknad
Riket hade en stor mängd slavar, eftersom fria lönearbetare var sällsynta: år 1930 uppskattas 10 procent av Meckas befolkning ha bestått av slavar. De flesta var sysselsatta som hushållsarbetare, bland dem slavkonkubiner och eunucker till haremen, men slavar var sysselsatta i snart sagt alla yrken. Britterna hade en tendens att uppfatta slaveriet som milt därför att så få slavar bad brittiska konsulatet om hjälp att bli fria.

#### Kvinnliga slavar
Män såg det ofta som billigare att köpa konkubiner än gifta sig: bland de kvinnor som betingade högst pris som konkubiner var kristna kinesiskor (mui tsai) för $500, medan etiopiskor kostade 100$.
Om en slavkvinna fick barn med sin ägare blev hon liksom barnen enligt lag fria (umm walad) liksom om han gifte sig med henne, vilket innebar att slavbefolkningen inte reproducerade sig, och det ständigt fanns behov av nya slavar.
Gertrud Bell vittnade i sin beskrivning av sin vistelse i ett harem i Arabien i början av 1900-talet om slaveriet i en emirs harem, och nämnde bland annat hur emiren hade mottagit en cirkassisk konkubin i present av den osmanska sultanen. 

#### Manliga slavar
Under 700-talet användes slavarbetskraft vid gruvorna i Asir i Saudiarabien.
Under 1000-talet arbetade afrikanska slavar i oasen Al-Ahsa i Saudiarabien.
Indiska, afrikanska och bysantinska eunucker med titeln Aghawat uppgavs vakta Muhammeds grav i Medina från medeltiden och framåt; de sista av dessa fanns fortfarande kvar år 2021.
Manliga slavar arbetade som hantverkare, sjömän, pärldykare, fiskare, hedar och kamelförare. Slavar sågs som en god investering och var omtyckta som arbetare, då de saknade lojalitetsband till andra klaner i klansamhället.

#### Kungliga haremet
Kung Abdul Aziz Ibn-Saud (regent 1932-1953) hade omvittnat ett traditionellt harem, bestående av både hustrur och konkubiner (slavar). 
Det är känt att han hade åtskilliga både hustrur och konkubiner, men antalet har skiftat. En uppgift uppger sjutton hustrur, fyra konkubiner och fyra slavar.
I haremet fanns kvinnor ur olika nationaliteter bland hustrur och slavkonkubiner. 
Prins Tallal var till exempel son till en armenisk kvinna, medan prins Fahd var son till en arabisk kvinna ur Sudeiristammen.
Ibn Saud ingick diplomatiska äktenskap för att stärka banden med olika arabiska stammar; eftersom han var begränsad till fyra hustrur, lät han regelbundet skilja sig från hustrur och gifta sig med nya, vilket innebar ett ständigt skiftande antal hustrur, och han skapade på detta sätt äktenskapsallianser med trettio olika stammar.
Ibn Saud sade till Harry St John Philby att han hade tagit oskulden av hundratals slavflickor och sedan givit bort dem som presenter.
En annan källa specificerar att han år 1930 uppgav till Philby att han hade tagit oskulden från 135 slavflickor samt samlag med ytterligare 100 slavkvinnor, men att han hade beslutat att i fortsättningen bara ämnade gifta sig med två nya hustrur per år och begränsa sig till "four concubines, wives in all but name... and four slave-girls, to say nothing of his right to select from the damsels at his disposal".
Ibn Saud uppges ha köpt många kvinnliga slavar, och hållit med sina söner, av vilka en del under besök i Europa uppges ha utgått ifrån att europeiska kvinnor var till salu och gick att köpa.
En av hans slavkonkubiner var Baraka Al Yamaniyah (död 22 augusti 2018), en konkubin av afrikanskt ursprung, som blev mor till prins Moqren bin Abdul Aziz, som föddes 1945 och var kronprins 2015.
Churchill nämnde 1945 om Ibn Saud att: 
"He still lived the existence of a patriarchal king of the Arabian desert, with his forty living sons and the seventy ladies of the harem, and three or four official wives, as prescribed by the Prophet, one vacancy being kept".
Haremen innehöll även kvinnliga slavar som användes som tjänare, och det nämns att hustrurna hade slavflickor som tjänare.
Ibn Saud lät inte kvinnor spela någon framträdande roll. Han uppgav själv att han aldrig hade ätit med en kvinna, inte tillät någon kvinna att äta i hans närvaro; han uppgav att han ogillade utbildning för kvinnor, som visserligen borde tillåtit höras på recitationer från koranen, men att förmågan att läsa och skriva var "an accomplishment unsuitable in a woman though not forbidden".
Han ska ha blivit far till 44 söner och ett liknande antal döttrar, andra uppger 42 söner och 125 döttrar. 
Barnen omhändertogs av sina mödrar, fick sitt namn efter sina mödrar, och deras ställning reflekterade deras mödrars position i haremet.
Söner som var barn till slavkvinnor hade lägst status.
Åtminstone flera av Ibn Sauds söner hade slavkonkubiner. Prins Sultan bin Abdul Aziz hade en konkubin med vilken han fick sin son prins prins Bandar bin Sultan Al Saud, som föddes 1949. 
Hennes son uppgav senare: "I was conceived out of wedlock and my mother was a concubine." Hans mor beskrivs som "mörkhyad". 
Hon uppges tydligt ha varit en konkubin, men att den islamiska lagen erkänner utomäktenskapliga barn om deras far erkänner faderskapet (och modern är hans egen slav): "My father recognized the pregnancy of my mother before I was born. That is the reason why I was born in King Abdul Aziz's tented camp in Taif. He personally, King Abdul Aziz, named me with four other kids", något som automatiskt gav hennes son status som prins. Han hade dock ändå lägre status än sönerna till sin fars hustrur. 
Hon anges ha varit en "tjänsteflicka" (husslav eller slavflicka) innan hon blev konkubin till prins Sultan. Hennes son sade om henne:
"My mother was not related to any tribal leader that would provide me with power, nor was she from a royal family." Having lived in the Asir Province of Saudi Arabia, which nestles across from Africa, Khizaran was darker skinned, a feature she passed on to her son Bandar, who is noticeably darker than his brothers. It has been a common misconception in the U.S. press that the prince's mother was African. Bandar often derives curious enjoyment from knowing the truth of a situation while the media speculates endlessly and wrongly about him, and he has made no attempt to explain the geographical background to his mother's heritage. He confessed, "I coyly let that stand for a long time, because as you know by now, I enjoy knowing something that the whole world is talking about mistakenly and I know that it is not true."
Slaveri i Saudiarabien avskaffades 1962. Det kungliga haremet kvarstod i den meningen att kungahusets kvinnliga medlemmar fortsatt levde i könssegregation, men konkubiner och slavar kunde åtminstone officiellt inte längre hållas.

## Verksamhet mot slaveriet

### Före andra världskriget
Det brittiska konsulatet hade sedan det upprättats i Jeddah på 1870-talet tagit emot slavar som rymt till dem, och bett dem om hjälp att bli fria. Det var möjligt särskilt om slavarna kom från en brittisk koloni, då de enligt brittisk lag var fria. Efter att Osmanska riket undertecknat Brussels Conference Act of 1890 hade britterna också rätt att kräva de osmanska myndigheternas samarbete då det gällde samtliga slavar som fallit offer för illegal människohandel; och sedan 1908, då slaveriet på papperet upphävdes i Osmanska riket, kunde de kräva detta ifråga om alla slavar. Osmanska myndigheter hade i praktiken inte låtit förbudet mot slaveri träda i kraft på arabiska halvön, men i de fall slavar tog sin tillflykt till brittiska ambassaden hade de samarbetat, även om lokalbefolkningens ogillande mot brittisk inblandning var så stor att konsulatet tidvis såg sig tvungen att avstå från att hjälpa.
Kung Ibn Saud inledde efter 1932 förhandlingar med britterna för att dessa skulle ge upp sin konsulära rätt att frige slavar som tog sin tillflykt till deras konsulat, men britterna vägrade: kungliga slavar undantogs dock från asylrätten. En slav som sökte asyl vid brittiska konsulatet förhördes, varpå myndigheterna kontaktades för att säkerställa att denna inte hade begått någon form av brott: slavens ägare fick sedan tala med slaven i närvaro av konsuln, och om möjligt komma överens om en frigivning. Kunde en sådan inte uppnås, ansökte konsuln om sju dagar hos myndigheterna om tillstånd för slaven att få avresa, vilket ofta gavs.
Av de 81 slavar som konsulatet hjälpte att återfå friheten 1928–1931, sändes 46 till Sudan, 25 till Massawa i Etiopien, och 10 bosatte sig lokalt: de allra flesta slavar härstammade från Afrika men hade kommit till Arabien som barn och kunde i flera fall inte längre tala ett annat språk än arabiska. Det faktum att de flesta var barn då de förslavats och inte visste var de kom ifrån eller kunde tala annat än arabiska gjorde att de fick svårt att försörja sig efter hemkomsten, vilket innebar att myndigheterna i Etiopien, Sudan och Eritrea under 1930-talet blev allt mer ovilliga att ta emot dem.
Britterna använde Brysselfördraget för att stödja sin rätt att undersöka alla båtar på röda havet och runt arabiska halvön, men Ibn Saud ansåg sig inte vara skyldig att lyda detta fördrag, och britterna vågade sällan dra saken till sin spets, vilket innebar att patrulleringen mot slavhandeln i praktiken var ineffektiv.
Saudiarabien fick från 1930-talet och framåt en allt större del av sina slavar via Persiska viken och Gulfstaterna. År 1936 förbjöd Saudiarabien importen av slavar om dessa inte redan var slavar innan de anlände till landet. Denna lag var dock en ren pappersprodukt och praktiserades inte. År 1940 rapporterades att en stor del av slavarna som skeppades över persiska gulfen var från Baluchistan, och hade sålt sig och sina barn själva för att undslippa svälten i hemlandet. Baluchiska flickor skeppades 1943 via Gulfstaterna till Mecka där de såldes som konkubiner för 350-450$, sedan vita flickor inte längre gick att få tag på.

### Efter andra världskriget
Efter andra världskriget hamnade Saudiarabien under ett växande internationellt tryck från FN att förbjuda slaveri och slavhandel. FN förklarade slaveri som ett brott mot de mänskliga rättigheterna i FN:s deklaration om de mänskliga rättigheterna 1948. Anti-Slavery Society påpekade att det fanns en miljon slavar i Arabvärlden, vilket var ett brott både mot FN:s deklaration och 1926 Slavery Convention, och krävde en kommitté i FN. FN bildade därför Ad Hoc Committee on Slavery, som företog en internationell undersökning som resulterade i Supplementary Convention on the Abolition of Slavery. FN:s Ad Hoc Committee on Slavery inkluderade information om slaveriet i Saudiarabien i sin slutrapport 1951.
Anti-Slavery Society verkade för avskaffandet av slaveriet genom FN från FN:s grundande efter kriget, men deras arbete blockerades av Storbritannien och USA. Britterna ville inte fästa uppmärksamheten på saudiskt slaveri eftersom detta kunde dra uppmärksamheten vidare mot det faktum att deras egna allierade i Förenade Arabemiraten fortfarande utövade slaveri; och USA ville inte störa sina relationer med Saudiarabien, som var en viktig samarbetspartner mot Sovjetunionen. President Eisenhower ogillade dessutom FN som maktspelare över huvudtaget, då han ansåg att det underminerade USA:s presidentmakt.

### Avskaffande
När president Kennedy valdes till president i USA 1960 förändrades USA:s hållning i frågan. Kennedy stödde FN, vilket gav Anti-Slavery Society och dess kampanj mot slaveri mer kraft; han förespråkade en liberal världsordning, som inte gick att förena med att USA var samarbetspartner med en stat som utövade slaveri; och han önskade allierade USA med de nyligen självständiga före detta kolonierna i Afrika mot Sovjet, vilket var svårt när han var samarbetspartner med ett land som drev slavhandel med dessa länders medborgare. Därför pressade president Kennedy Saudiarabien att avskaffa slaveriet genom den amerikansk-saudiska samarbetet.
Slaveriet förbjöds officiellt genom kungligt dekret 1962. De forna slavarna fortsatte oftast att arbeta hos sina forna slavägare eftersom de inte hade någon annan möjlighet att försörja sig själva, och deras tillvaro ändrades endast rent formellt. Afrosaudierna utgör ättlingar till de före detta slavarna. 
Även om slaveriet officiellt förbjöds 1962, tog det lång tid innan förbudet genomfördes i praktiken. Förbudet innebar att slavhandeln gick under ytan eftersom den nu var förbjuden, men den fortsatte inofficiellt. År 1971 rapporterade doktor Oliver Ransom att afrikanska barn fortfarande transporterades över havet och såldes till högstbjudande i hamnstäderna på arabiska halvön, och 1982 rapporterade John Laffin att fattiga afrikanska pilgrimer fortfarande transporterades över röda havet under falska förespeglingar och såldes som slavar vid framkomsten, och att det faktum att de nu transporterades med flygplan gjorde handeln lättare.
Efter slaveriets avskaffandes anställdes fattiga migrantarbetare för samma typer av arbeten enligt Kafala-systemet, som har kritiserats för att vara en modern form av slaveri. Slavhandeln övergick till kafalasystemet utan problem, eftersom de två systemet använde samma metoder. Under slavhandelns sista fas fördes slavar till Saudiarabien genom att slavhandlarna erbjöd sig att betala resekostnaderna för fattiga människor som ville få anställning eller utföra pilgrimsfärd, och vid ankomsten blev de sålda på slavmarknaden som slavar. 
Under kafalasystemet lockade arbetsförmedlingar med att betala resekostnaderna för personer som ville komma till Saudiarabien för att arbeta, varefter deras pass fråntogs dem vid deras ankomst. Dessa metoder var så snarlika att slavhandeln under svårigheter kunde omvandlas till kafalasystemet.

## Galleri

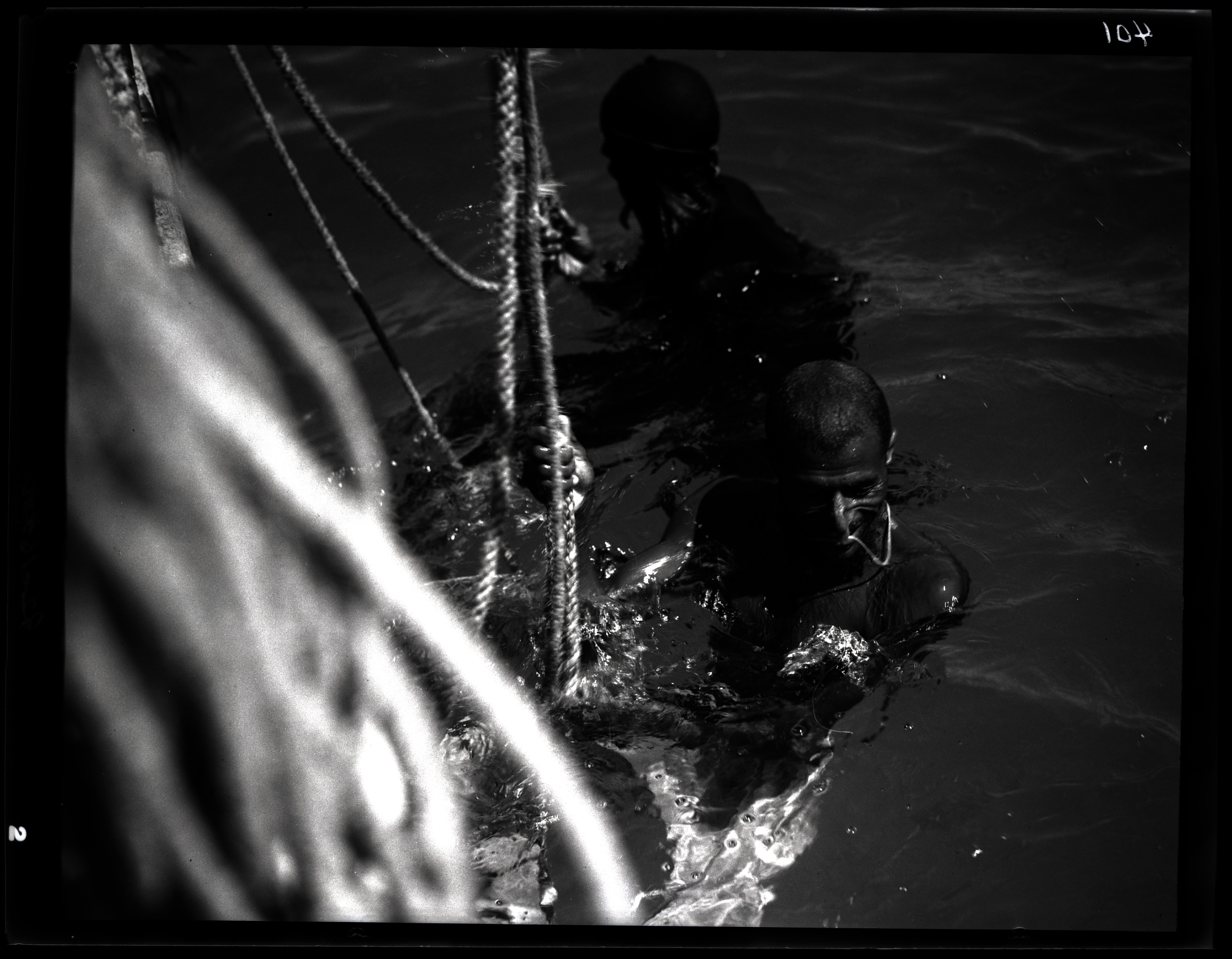
Jubail, 1935. Pärlindustrin i regionen dominerades av afrikanska slavarbetare.
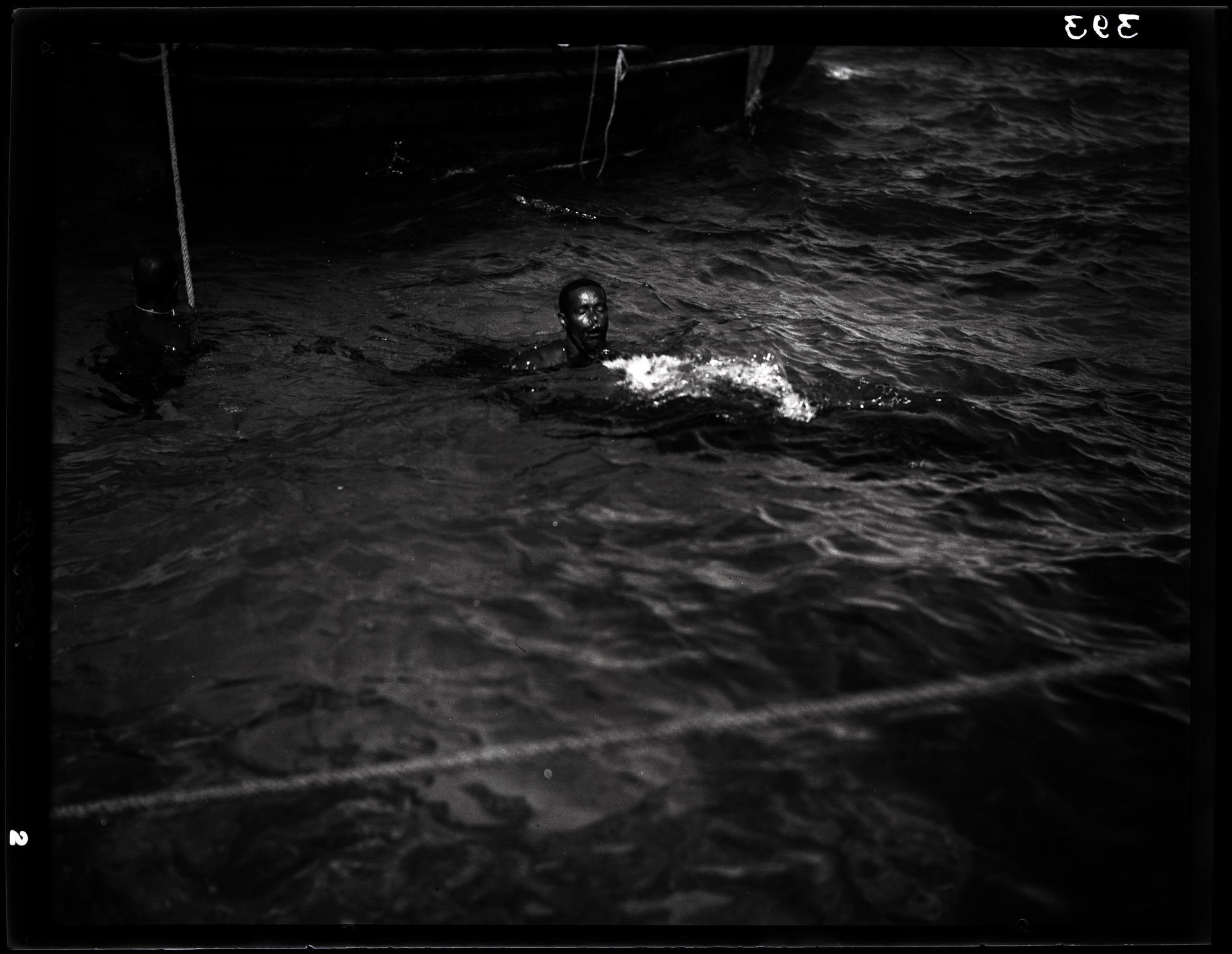
Jubail, 1935. Pärlindustrin i regionen dominerades av afrikanska slavarbetare.
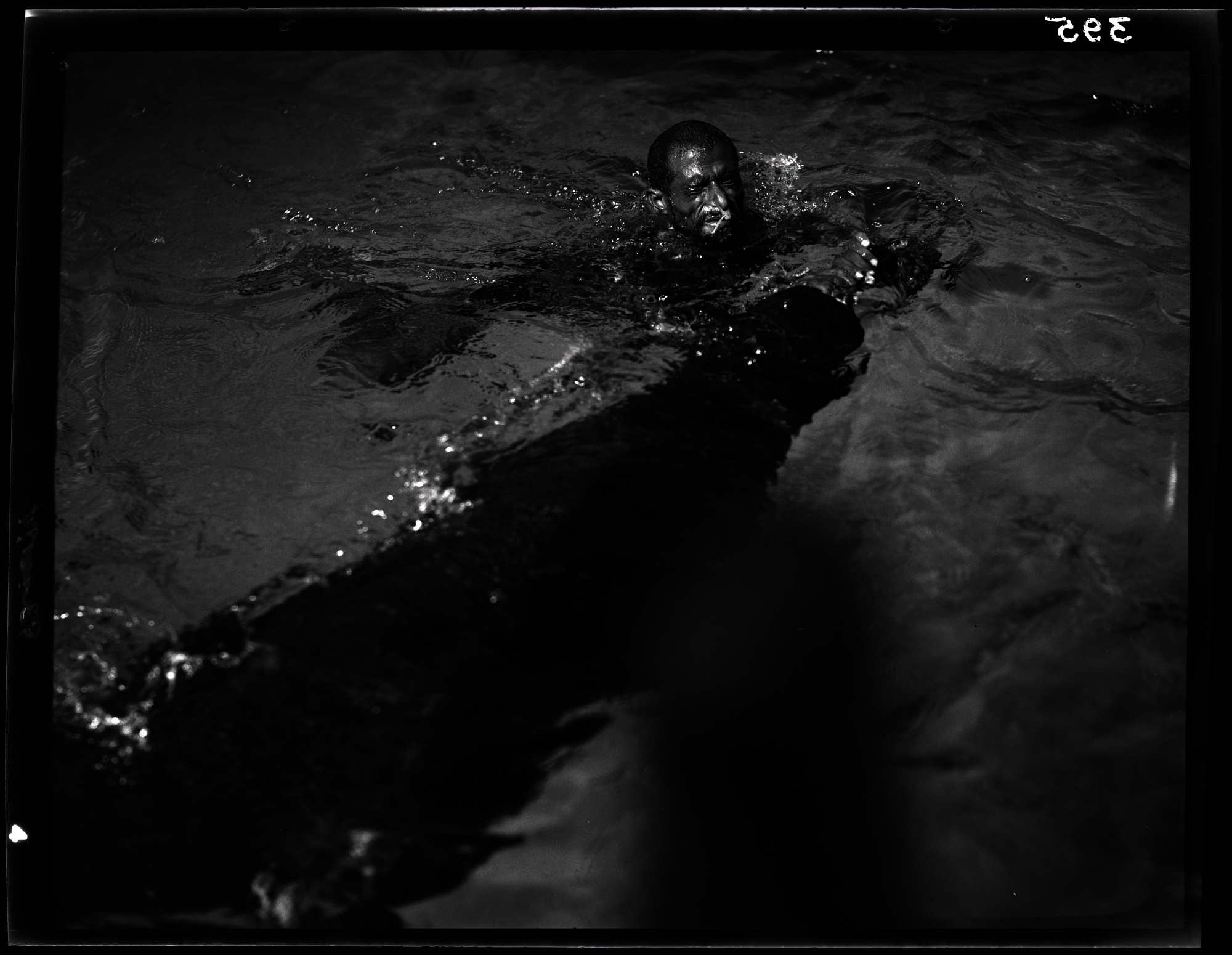
Jubail, 1935. Pärlindustrin i regionen dominerades av afrikanska slavarbetare.
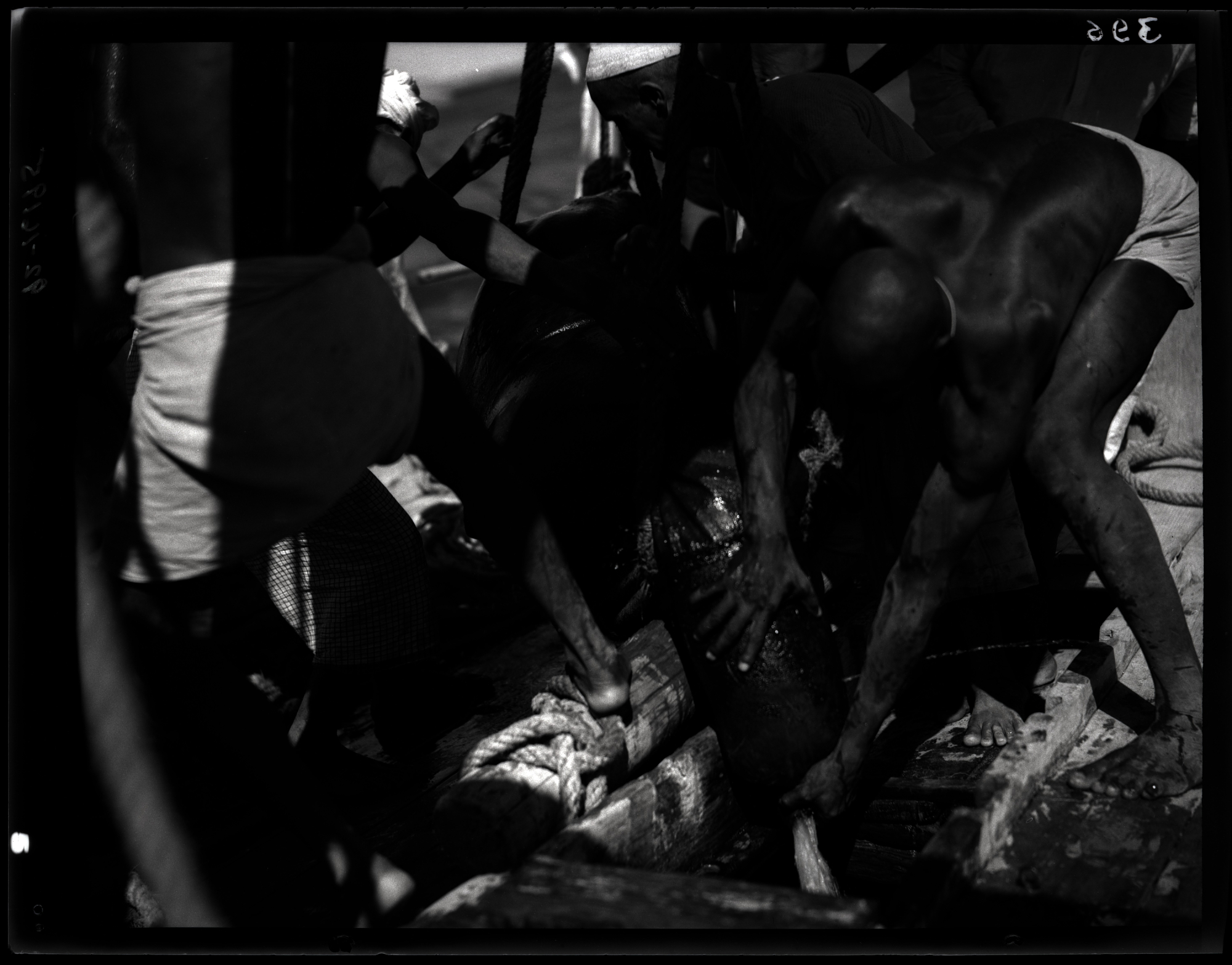
Jubail, 1935. Pärlindustrin i regionen dominerades av afrikanska slavarbetare.